# Michael Finke
Michael Finke (ur. 26 kwietnia 1996 w Champaign) – amerykański koszykarz grający na pozycji silnego skrzydłowego.
Pochodzi ze sportowej rodziny. W drużynie akademickiej występował z numerem 43, tym samym, co przed laty jego ojciec Jeff, który grał też w futbol amerykański. Jego młodszy brat Nick gra w koszykówkę, w Army West Point.
Przed sezonem 2018/2019 dołączył do drużyny akademickiej Grand Canyon Antelopes, gdzie w składzie znajdował się jego drugi młodszy brat, Tim.
26 lipca 2019 został zawodnikiem Legii Warszawa. 13 grudnia opuścił klub (EBL: 11 gier, 11,4 punktu, 4,4 zbiórki).

## Osiągnięcia
Stan na 18 grudnia 2019, na podstawie, o ile nie zaznaczono inaczej.
NCAA
- Zaliczony do:
  - I składu konferencji Western Athletic (WAC – 2019)[6]
  - składu All-Academic Big Ten (2016–2019)
- Laureat nagrody dla zawodnika, który poczynił największy postęp – Illini Most Improved Player award (2015)
- Lider WAC w skuteczności rzutów za 2 punkty (70,6% – 2019)
- Zawodnik tygodnia WAC (2.03.2019)